# 쎄븐 플로어
《쎄븐 플로어》(스페인어: Séptimo)는 2013년 공개된 스릴러 영화이다.

## 출연

### 주연
- 리카도 다린
- 벨렌 루에다
- 루이스 지엠브로스키
- 길예르모 아렌고

### 조연
- 아벨 돌즈 도발
- 차로 돌즈 도발
- 오스발도 산토로
- 호르헤 델리아
- 캐롤리나 바르보사
- 파트리샤 길모어

## 기타
- 협력프로듀서: 니콜라스 맛지
- 사운드슈퍼바이저: 후안 페로
- 배역: 하비에르 브레이어
- 배역: 이에어 세이드